# Jive Jones
Jive Jones, nome artístico de Denny Kleinman (Miami, 30 de Agosto de 1980) é um modelo, cantor e produtor musical estadunidense.
Sua música "Me, Myself & I" fez parte da trilha-sonora da novela As Filhas da Mãe, da Rede Globo, como tema dos personagens Pedro, Zeca e Érika. Além dela, a música "She" também figurou como tema da novela Coração de Estudante, da Rede Globo.
É a ele creditado as composições das canções "Cowboys & Kisses" de Anastacia, "Candy" de Mandy Moore, e "Ride" do grupo Innosense.
Jones co-organizou o game show da MTV, I Bet You Will, ao lado de Willa Ford, Morgan Spurlock e Godfrey. Ele também fez uma aparição no videoclipe com tema de Natal de Willa em 2001 "Santa Baby (Gimme, Gimme, Gimme)".

## Discografia
| Ano  | Single           | Álbum          | Desempenho nas Paradas Musicais |
| Ano  | Single           | Álbum          | Dutch Top 40                    |
| ---- | ---------------- | -------------- | ------------------------------- |
| 2002 | "Me, Myself & I" | Me, Myself & I | 13                              |
| 2002 | "I Belong"       | Me, Myself & I | 19                              |